# Liste der Kulturdenkmäler in Bechtolsheim
In der Liste der Kulturdenkmäler in Bechtolsheim sind alle Kulturdenkmäler der rheinland-pfälzischen Ortsgemeinde Bechtolsheim aufgeführt. Grundlage ist die Denkmalliste des Landes Rheinland-Pfalz (Stand: 25. März 2025).

## Denkmalzonen
| Bezeichnung                                    | Lage | Baujahr                 | Beschreibung | Bild                           |
| ---------------------------------------------- | --- | ----------------------- | --- | ------------------------------ |
| Denkmalzone Historischer Friedhof Bechtolsheim | Friedhofstraße Lage | um 1870                 | ab etwa 1870 angelegter Friedhof; südlich der Trauerhalle ca. 40 Grabmäler (um 1876 bis 1935) in großer Vielfalt an Formen: Grabmal A. Christina Held († 1876) und andere: Relief mit Festons, gesenkte Fackeln, Akroteren; Grabmal Katharina Rickrich († 1882), derselbe Typus; Grabmäler Elisabeth Ritter († 1878), Elisabeth Oehlhof († 1885), Katharina Binzel († 1888), jeweils Säulenstumpf mit Draperie; Grabmal Johann Philipp Held († 1882), Ädikula mit vegetabilischer Bekrönung; Grabmal Barbara Held († 1887), im Halbkreisgiebel Lorbeerkranzrelief; Grabmal Balthasar Oehlhof († 1888), antikische Stele mit Flammenurne; Grabmal Michael Krämmer († 1889), Säulenädikula; Grabmal Eheleute Ph. Jakob Schuckmann († 1891), gedrungener reliefierter Obelisk, am Sockel Fotomedaillon; Grabmal Auguste Stellwagen († 1894), antikisierende Trauernde; Grabmal Familie Bretz, Schauwand mit zentralem Obelisken, spätes 19. Jahrhundert; sechs Veteranengräber mit Gusseisenkreuzen (1897–1921), ein weiteres mit Eisenschaft | BW                             |
| Denkmalzone Langgasse Bechtolsheim             | Langgasse 1–65 und 2–58; Bahnhofstraße 1 und 2; Brückesgasse 2, Friedhofstraße 1; Große Kirchgasse 2 und 3; Kleine Kirchgasse 3, 4, 6 und 8; Rathausstraße 1; Sulzheimer Straße 2, 3 und 4 Lage | 17. bis 20. Jahrhundert | typisch rheinhessische Haus- und Hoftypen des 17. bis 20. Jahrhunderts einschließlich des Straßenraums mit historischer Pflasterung; Dorfgraben im Abschnitt von der Simultankirche bis zur Grabenstraße | weitere Bilder Fotos hochladen |

## Einzeldenkmäler
| Bezeichnung                 | Lage                                     | Baujahr                             | Beschreibung | Bild                           |
| --------------------------- | ---------------------------------------- | ----------------------------------- | --- | ------------------------------ |
| Ortsbefestigung             | Langgasse, hinter Nr. 1–83 Lage          |                                     | ehemalige Ortsbefestigung; mittelalterlicher Wall-Graben-Befestigung mit noch ablesbarem Teilstück (ehemalige Dorfgrenze) am Südostrand des Dorfes | BW                             |
| Kriegerdenkmal              | Bahnhofstraße, bei Nr. 13 Lage           | 1923                                | Kriegerdenkmal 1914/18 des Katholischen Kirchenchores, Granitstele, 1923 | BW                             |
| Katholischer Pfarrhof       | Bahnhofstraße 15 Lage                    | 1896                                | ehemaliger katholischer Pfarrhof; späthistoristisches Wohnhaus, 1896, Ökonomie | BW                             |
| Evangelisches Schulhaus     | Langgasse 11 Lage                        | 1854/55                             | ehemalige evangelische Schule; spätklassizistischer Putzbau, 1854/55; einheitliche Gruppe mit Langgasse 17 | Fotos hochladen                |
| Simultankirche Bechtolsheim | Langgasse 13 Lage                        | 1482–92                             | Simultankirche St. Maria und St. Christophorus; dreischiffige spätgotische Hallenkirche süddeutscher Prägung, 1482–92, mit umfangreich erhaltener bauzeitlicher Ausstattung, darunter spätgotisch verziertem Kirchengestühl, und Stumm-Orgel (→ Orgel der Simultankirche Bechtolsheim) | weitere Bilder Fotos hochladen |
| Glockenturm Bechtolsheim    | Langgasse 15, an der Simultankirche Lage | 1908                                | freistehender Glockenturm, 1908 von Paul Meissner | weitere Bilder Fotos hochladen |
| Katholisches Schulhaus      | Langgasse 17 Lage                        | 1854/55                             | ehemalige katholische Schule; spätklassizistischer Putzbau, 1854/55; einheitliche Gruppe mit Langgasse 11 | Fotos hochladen                |
| Evangelisches Pfarrhaus     | Langgasse 18 Lage                        | erstes Drittes des 18. Jahrhunderts | barocker Krüppelwalmdachbau, teilweise verputztes Fachwerk, erstes Drittes des 18. Jahrhunderts; mit Gedenktafel für Pfarrer Wilhelm Hoffmann, der durch seine Beiträge zur rheinhessischen Volkskunde bekannt wurde                                                                   | Fotos hochladen                |
| Wohnhaus                    | Langgasse 28 Lage                        | um 1700                             | barockes Wohnhaus, teilweise mit Zierfachwerk, um 1700 | Fotos hochladen                |
| Rathaus                     | Langgasse 44 Lage                        | 1592                                | Renaissancebau, bezeichnet 1592, teilweise mit Zierfachwerk aus dem ersten Drittel des 18. Jahrhunderts, straßenbildprägend; Spolien, 12. (?) und 16. bis 18. Jahrhundert | weitere Bilder Fotos hochladen |
| Wohnhaus                    | Langgasse 53 Lage                        | 1795                                | spätbarockes Wohnhaus mit Krüppelwalmdach, teilweise mit Fachwerk, bezeichnet 1795 | BW                             |
| Scheitelstein               | Langgasse, an Nr. 61 Lage                | 1610                                | ehemaliger Scheitelstein, bezeichnet 1610 | BW                             |
| Wegekreuz                   | Langgasse, gegenüber Nr. 93 Lage         | 1740                                | barockes Wegekreuz, bezeichnet 1740, mit Terrakottacorpus | Fotos hochladen                |
| Inschrifttafel              | Schlossgasse, an Nr. 10 Lage             | 1580                                | Renaissance-Inschrifttafel, bezeichnet 1580; Stiftertafel zur Wasserburg der Herren von Dalberg | Fotos hochladen                |
| Hofanlage                   | Sulzheimer Straße 6 Lage                 | erste Hälfte des 18. Jahrhunderts   | Hofanlage; barockes Wohnhaus, teilweise mit (Zier-)Fachwerk, erste Hälfte des 18. Jahrhunderts, Nordflügel mit Tanzsaal, späteres 19. Jahrhundert | Fotos hochladen                |
| Brunnenstock                | Sulzheimer Straße, an Nr. 23 Lage        | 17. Jahrhunderts                    | in einer Hofmauer reliefierter ehemaliger Brunnenstock, 17. Jahrhundert | BW                             |